# Chiesa di San Marco (Jesi)
La chiesa di San Marco è un edificio religioso di Jesi, nelle Marche. Rappresenta uno dei migliori esempi regionali di architettura gotica. Sorge poco fuori dall'antica cerchia delle mura e fa parte di un complesso monastico di clausura.

## La leggenda
L'antica origine abbaziale della chiesa di San Marco deriva da una tradizione orale mai smentita né confermata da documenti. La leggenda vuole che l'Ordine benedettino abbia donato la chiesa direttamente a San Francesco, durante una sua visita a Jesi, sostando nel loro convento. Infatti venne ricostruita nella seconda metà del XIII secolo in forme consone alle esigenze dell'Ordine francescano.

## Storia e descrizione

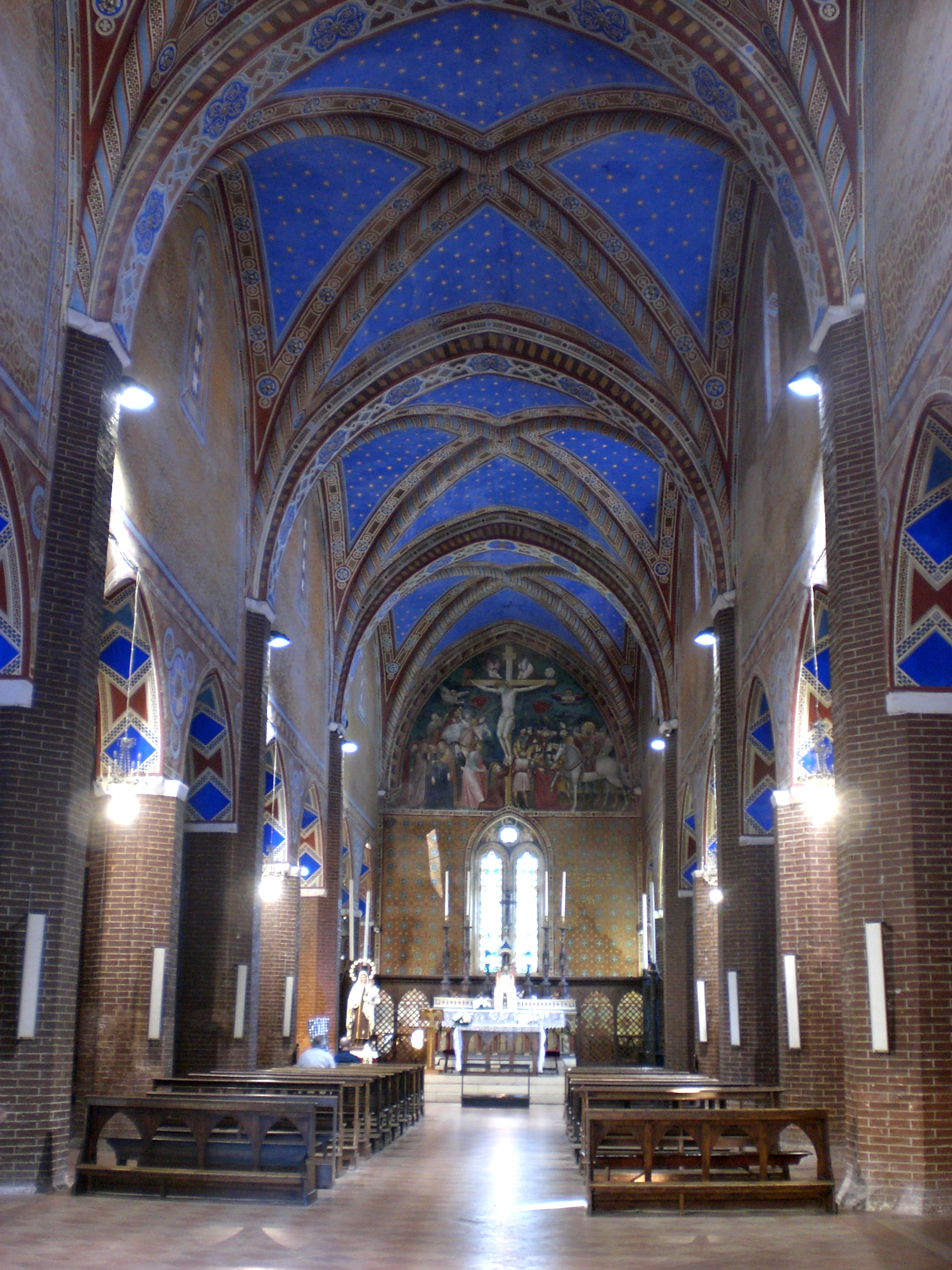
Veduta dell'interno

Una prima chiesa con annesso monastero sorse su questa collinetta, vicinissima alle antiche mura cittadine, nel XII secolo. Nella seconda metà del Duecento venne ricostruita in forme gotiche secondo l'uso francescano. La vicinanza alla città di Jesi, però, non salvò il convento dagli attacchi di bande armate, per difendersi dalle quali i padri minori conventuali chiesero ed ottennero nel 1439 di trasferirsi all'interno delle mura cittadine presso la chiesa di San Floriano.
La chiesa di San Marco si presenta con una tipologia francescana tipica dell'Italia Centrale, a pianta basilicale, divisa in tre navate, di cui la centrale con una larghezza doppia rispetto alle laterali, articolate in 5 campate e con copertura di volte a crociera costolonate. Un sistema di pilastri a base ottagonale sostiene le coperture. L'abside è piatta aperta da una grande bifora. La facciata, di influsso lombardo, è a semplice capanna cuspidata e ripete la tripartizione interna scandita da contrafforti. Il cornicione di coronamento esprime un interessante complesso decorativo in cotto composto da formelle circolari, forse un tempo invetriate, da un ordine di archetti a pieno centro intrecciati e da una ghiera a denti di lupo. Un ricco rosone in cotto, dodecapartito, si apre al centro della facciata. Al di sotto è il portale, in marmo cipollino e rosso di Verona, lievemente strombato e risulta dalla successione di colonnine tortili che si inflettono a tutto sesto. L'imposta dell'arco è segnata da capitelli corinzi e dai simboli in altorilievo dell'Agnello e del Leone alato di San Marco. Un motivo fitomorfo, nato dalle fauci di una volpe, conclude esternamente la sequenza degli archi della strombatura, risaltando il carattere naturalistico dell'impianto scultoreo.
L'edificio è stato ampiamente restaurato tra il 1854 e il 1859 dall'architetto Angelo Angelucci, trovatosi ad affrontare un edificio gravemente compromesso dal tempo. Insieme ai pittori Silvestro Valeri di Perugia e Marcello Sozzi di Roma, si provvide anche alla restaurazione degli affreschi trecenteschi rimasti, oltre che al completamento-rifacimento della decorazione dei sottarchi e delle volte, stellate su fondo blu.
In fondo alla navata laterale sinistra è un bel monumento funerario rinascimentale del 1513 dedicato alla memoria del medico Nolfi.

### Gli affreschi trecenteschi

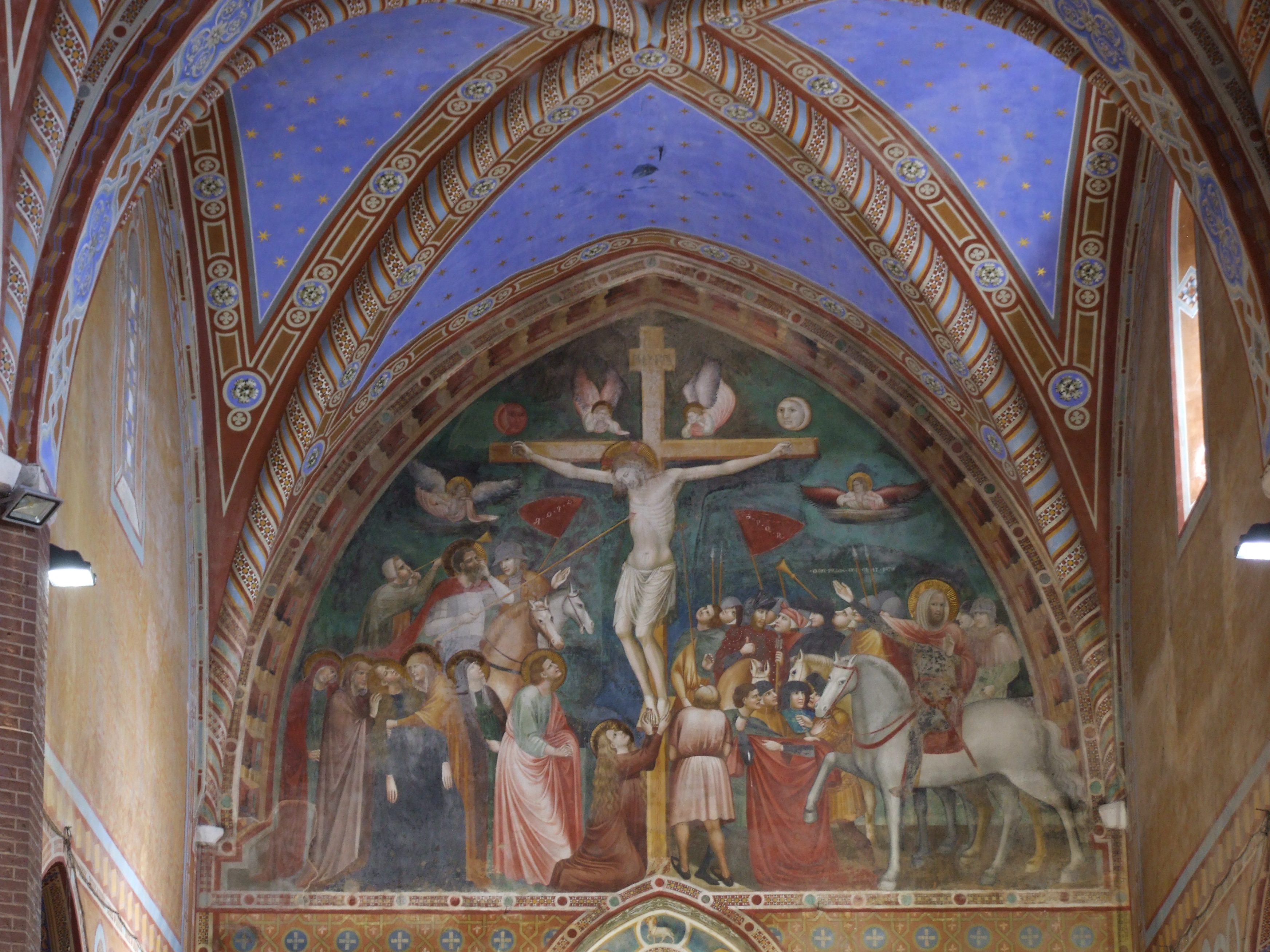
La Crocifissione di scuola riminese della prima metà del XIV secolo

L'interno, durante il XIV secolo, venne ampiamente decorato da un apparato a fresco che ricopriva quasi tutte le superfici. Oggi di questo ciclo pittorico restano la grande Crocifissione absidale, l'Annunciazione e Traslazione della Santa Casa di Loreto a chiusura della navata laterale destra; e la Dormitio Virginis, nella parete meridionale dell'ultima campata destra.
Le pitture murali non sono state di facili attribuzione. La critica più antica, del 1887 (Cavalcaselle e Crowe) ipotizzava una matrice fabrianese riconducibili alle influenze di Francescuccio Ghissi e Allegretto Nuzi. Lionello Venturi, van Marle e Serra sono per una derivazione diretta dai modelli giotteschi di Assisi. Ma i più recenti restauri, che fecero in parte giustizia dell'intervento ottocentesco condotto con criteri sostitutivi, hanno permesso di chiarire la matrice di Scuola riminese degli affreschi ricondotti a Giovanni e Giuliano da Rimini e ad artisti di ambito fabrianese.